# Игельстром, Константин Густавович
Константи́н Густа́вович (Евста́фьевич) Игельстро́м (8 [19] мая 1799, Шумск, Волынская губерния, Российская империя — 13 [25] ноября 1851, Таганрог, Екатеринославская губерния) — русский офицер, командир 1-й роты Литовского пионерного батальона, по делу декабристов сосланный в Сибирь.

## Биография

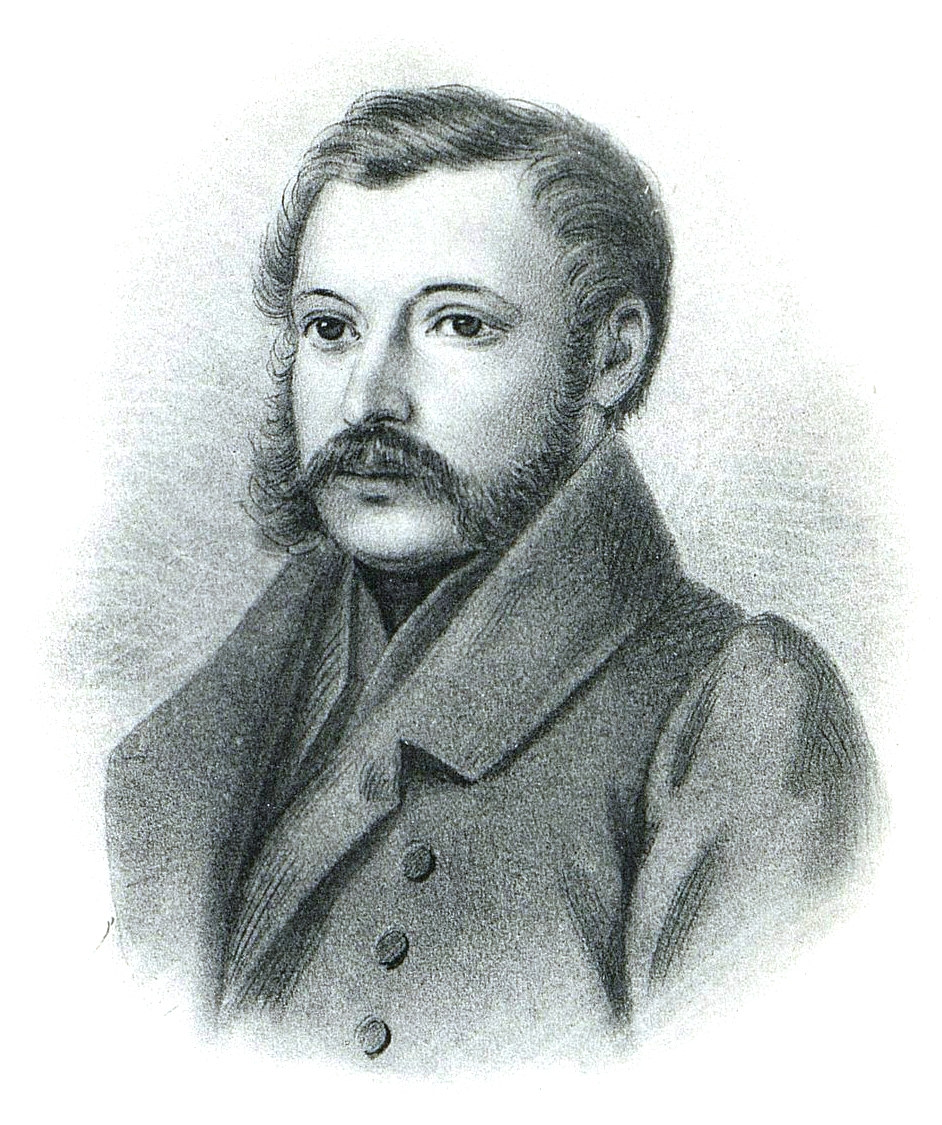
Игельстром Константин Густавович

Родился в Шумске Волынской губернии. Сын генерал-майора Густава Игельстрома, командира 2-й бригады Литовской уланской дивизии; также генерал-майором был брат отца А. Е. Игельстром. Трое братьев Константина дослужились до чина генерала: Артур (1820—1883), Виктор (1823—1880) и Генрих (1825—1899).
Воспитывался в 1-м кадетском корпусе, откуда 22 декабря 1816 года был выпущен прапорщиком в 1-й пионерный батальон. 19 февраля 1818 года произведён в подпоручики, 10 мая 1820 — в поручики, 9 февраля 1823 — в штабс-капитаны. 30 июня 1823 года переведён в Литовский пионерный батальон, 28 февраля 1825 года произведён в капитаны.
Беспоместный, крестьян не имел.
Член тайного Общества военных друзей, идейно близкого к декабристам. Организатор выступления Литовского пионерного батальона. Арестован 27 декабря 1825 и находился в Белостоке. Военным судом приговорён к смертной казни, по высочайшей конфирмации 15 апреля 1827 после лишения чинов и дворянства подлежал ссылке в каторжные работы сроком на 10 лет с последующим поселением в Сибири. До Тобольска ехал в сопровождении жандармов, из Тобольска отправлен по этапу с партией ссыльных, 15 января 1828 года прибыл в Иркутск, 15 февраля доставлен в Читинский острог. Его невеста Корнелия Рукевич после разлуки приняла постриг в гродненском монастыре бригиток, куда была заключена вместе с сестрой за «сокрытие и сожжение» бумаг жениха.
По указу 8 ноября 1832 обращён на поселение, 13 января 1833 покинул Петровский завод и поселился в назначенном для жительства с. Тасеевском Канского округа Енисейской губернии. 3 марта 1835 разрешено перевести в слободу Сретенскую для совместного проживания с двоюродным братом А. И. Вегелиным, поселён там 16 июня 1835 года.
10 января 1836 года «Высочайше разрешено поступить на службу» в Отдельный Кавказский корпус; 13 апреля 1836 был отправлен из Иркутска в сопровождении урядника, 12 мая 1836 зачислен пионером 2 класса в Кавказский сапёрный батальон. 31 мая 1837 года произведён в унтер-офицеры 4 класса, 15 августа 1838 — в прапорщики (за отличие), 16 июля 1840 — в подпоручики. 13 февраля 1843 года уволен в отставку в чине поручика с воспрещением въезда в обе столицы и учреждением секретного полицейского надзора в месте жительства в Гродненской или Харьковской губернии.
Жил в станице Каменской и был управляющим Донецкими питейными сборами. 2 августа 1843 года было разрешено проживать во всех губерниях России, кроме столиц. С 31 мая 1847 года — чиновник особых поручений по береговому надзору Таганрогского таможенного округа в чине губернского секретаря.
Умер в военном поселении Кременском у своей сестры Лаптевой.

## Семья
Весной 1842 года женился на Берте Борисовне Эльзингк; единственный сын умер 10 лет от роду.
Брат — подполковник (состоявший по кавалерии) Александр Густавович Игельстром; служил в 1-м Ставропольском линейном казачьем полку.